# Presbó
Presbó (grec antic: Πρέσβων), d'acord amb la mitologia grega, fou un heroi grec, cinquè fill de Frixos i de Calcíope o, segons Acusilau i Hesíode, de Iofassa. Va néixer a la Còlquida.
Presbó es va casar amb Búzige, la filla de Licos, i li va donar un fill, Climen. Quan va morir Frixos, Presbó va tornar a Orcomen a reclamar el regne del seu avi Atamant. Quan Atamant va morir, havia confiat el regne als seu nebots, els fills de Sísif, ja que creia que la seva descendència s'havia estroncat. Els dos nets de Sísif, Haliart i Coró, quan van saber que Presbó tornava, van acollir-lo molt bé i li van restituir el regne. Presbó és l'avi d'Ergí, amb qui es va acabar el llinatge d'Atamant.